# Marko Brajnović
Marko Brajnović, hrvatski vaterpolist, osvajač srebrne medalje na Olimpijskim igrama u Helsinkiju 1952. godine.